# حواصیل ببری گردن‌برهنه
حواصیل ببری گردن‌برهنه (نام علمی: Tigrisoma mexicanum) نام یک گونه از سرده حواصیل ببری است.